# Ateleia
Ateleia là một chi rau đậu thuộc họ Fabaceae.
Nó gồm các loài:
- Ateleia gummifera
- Ateleia popenoei
- Ateleia salicifolia